# جوليا بونجيورنو
جوليا بونجيورنو (من مواليد 22 مارس 1966) هي محامية وسياسية إيطالية شغلت منصب وزيرة الإدارة العامة الإيطالية من 01 يونيو 2018 إلى 05 سبتمبر 2019. وهي محامية بارزة في مجال الدفاع الجنائي، وقد خدمت في مجلسي البرلمان الإيطالي، كعضوة برلمانية في مجلس النواب من عام 2008 إلى عام 2013، وشغلت منصب عضو مجلس الشيوخ في الجمهورية الإيطالية منذ 15 مارس 2018.
ولدت جوليا في صقلية، ودرست في مدرسة ليسيو كلاسيكو، قبل الالتحاق بجامعة باليرمو، حيث درست القانون.